# کتابخانه یاگیلونیا
کتابخانه یاگیلونیا (لهستانی: Biblioteka Jagiellońska)، کتابخانهٔ دانشگاه یاگیلونیا در شهر کراکوف است که در حدود ۶٫۷ جلد کتاب دارد و یکی از بزرگ‌ترین کتابخانه‌های کشور لهستان محسوب می‌شود. کتابخانه یاگیلونیا، هم یک کتابخانه عمومی است و هم یک کتابخانه‌های دانشگاهی و در عین حال، بخشی از سامانهٔ کتابخانه ملی لهستان است.
این کتابخانهٔ دربرگیرندهٔ مجموعهٔ بزرگی از نسخ خطی از قرون وسطی است که از آن جمله، می‌توان به درباره گردش افلاک آسمانی اثر نیکلاس کوپرنیک اشاره کرد. کتابخانهٔ یاگیلونیا همچنین مجموعهٔ بزرگی از ادبیات پادفرهنگ و سامیزدات از دورهٔ حکومت کمونیستی در این کشور (۱۹۴۵ تا ۱۹۸۹) دارد. مجموعهٔ هنری «برلینکا» هم در این کتابخانه نگهداری می‌شود که وضعیت قانونیِ مالکیت آن هم‌اکنون مورد بحث با آلمان است.